# Davea
Davea là một chi bướm đêm thuộc họ Erebidae.